# Wust-Fischbeck
Wust-Fischbeck är en kommun i Landkreis Stendal i Sachsen-Anhalt, Tyskland.
Kommunen bildades den 1 januari 2010 genom en sammanslagning av de tidigare kommunerna Fischbeck (Elbe) och Wust.
Kommunen ingår i förvaltningsgemenskapen Elbe-Havel-Land tillsammans med kommunerna Kamern, Klietz, Sandau (Elbe), Schollene, Schönhausen (Elbe). Huvudort och säte för kommunförvaltningen är Fischbeck (Elbe).

## Kända invånare
- Hans Heinrich von Katte (1681–1741), preussisk generalfältmarskalk.